# Большая Тульская улица

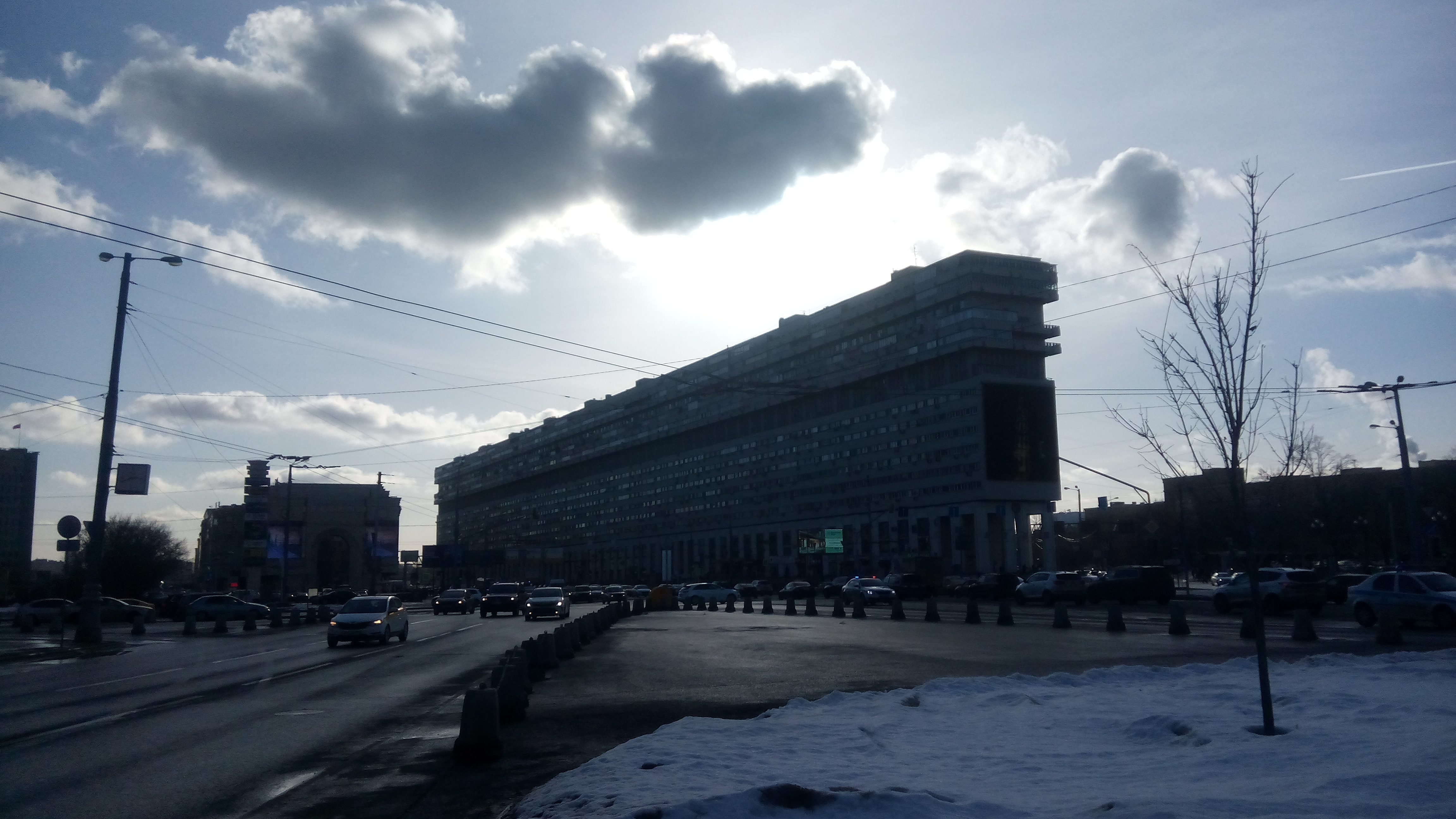
Вид на «Дом атомщиков» (ул. Большая Тульская, 2) со стороны Подольского шоссе.

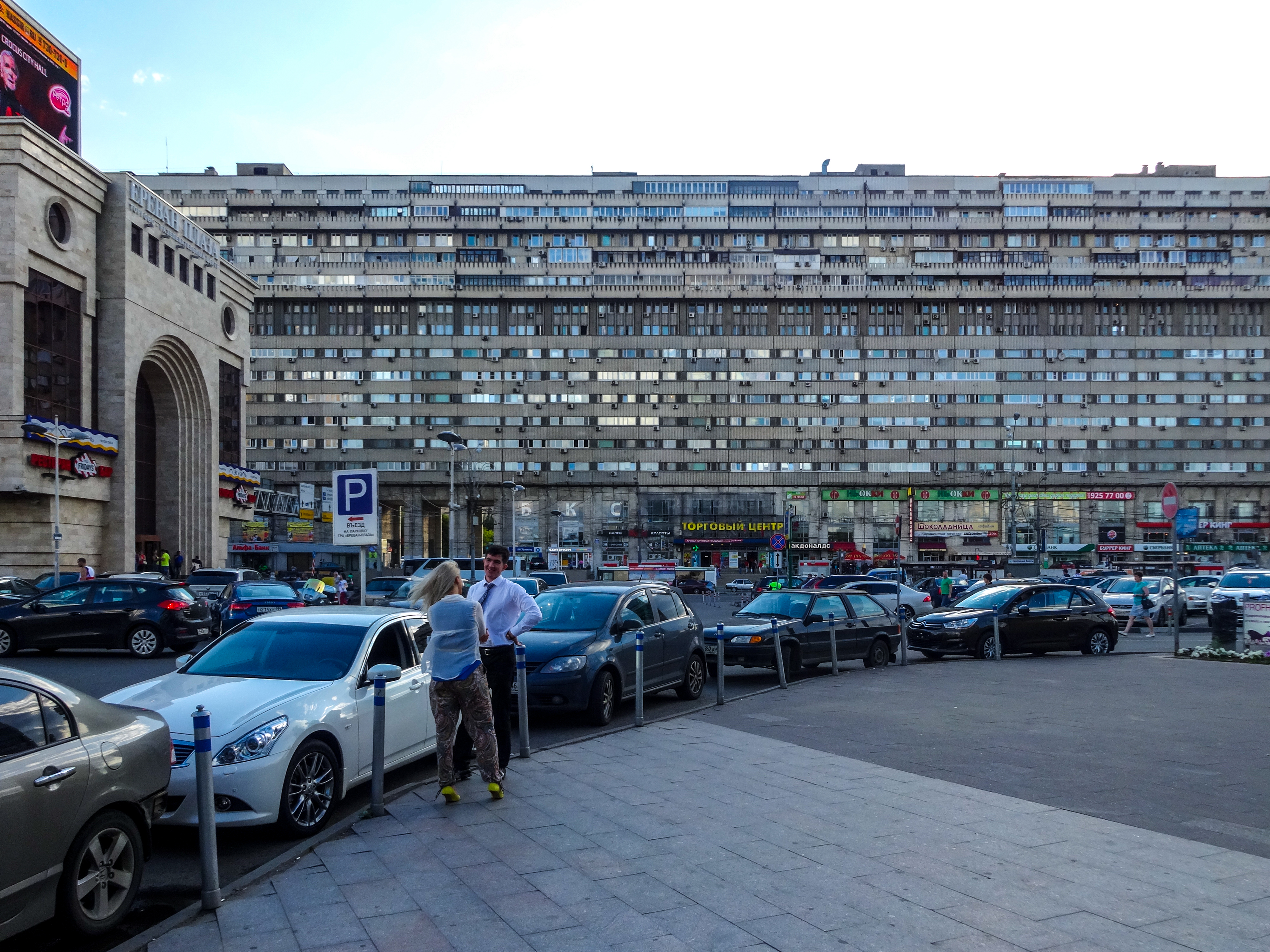
Вид на Большую Тульскую улицу около ТЦ «Ереван плаза» и дома атомщиков. Июль 2014

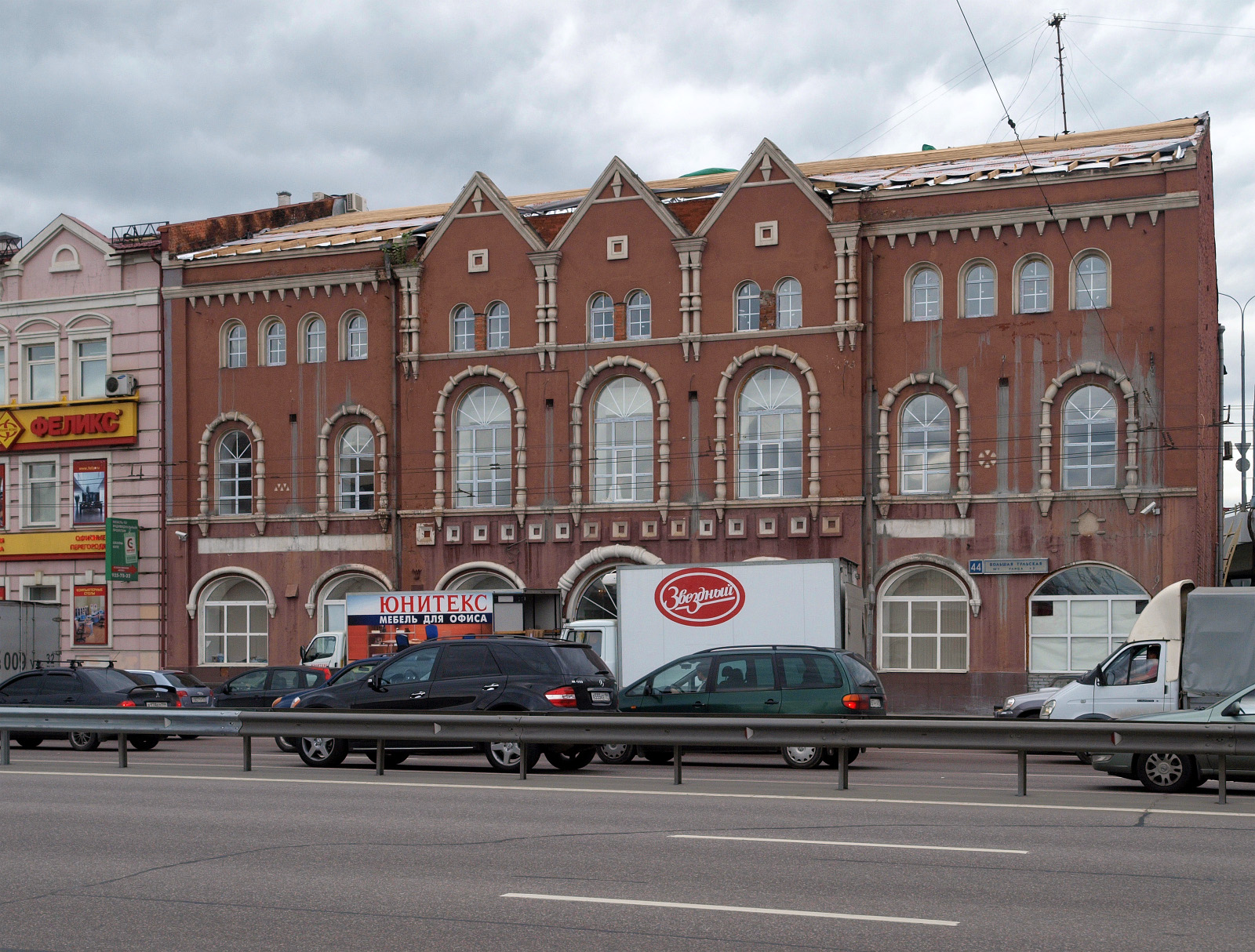
Дом Даниловского отделения общества трезвости (ул. Большая Тульская, 44)

Больша́я Ту́льская у́лица (до XVIII века — Больша́я Дани́ловская у́лица) — улица, расположенная в Южном административном округе города Москвы на территории Даниловского и Донского районов.

## История
Первоначально улица называлась Больша́я Дани́ловская у́лица по Свято-Данилову монастырю, основанному в XIII веке московским князем Даниилом Александровичем. Современное название улица получила в XVIII веке: здесь проходила дорога из Москвы в Тулу. Определение «Большая» отличает улицу от Малой Тульской, идущей почти параллельно и меньшей по длине.

## Расположение
Большая Тульская улица проходит от площади Серпуховская Застава (к площади также примыкают Мытная и Люсиновская улицы и Подольское шоссе на севера, улица Серпуховский Вал с запада, улица Даниловский Вал с востока, Малая Тульская улица с юго-запада) на юг, с востока к ней примыкает Большой Староданиловский переулок, с запада к улице примыкает Духовской переулок, затем Большая Тульская улица проходит под Тульской транзитной эстакадой Третьего транспортного кольца (в транспортную развязку включены также Малая Тульская улица, Духовской, 1-й и 2-й Тульские и Холодильный переулки), проходит до Варшавского железнодорожного путепровода Павелецкого направления Московской железной дороги, за которым продолжается как Варшавское шоссе. Нумерация домов начинается от площади Серпуховская Застава.

## Примечательные здания и сооружения
По чётной стороне:
- № 2 — четырнадцатиэтажный девятиподъездный панельный жилой дом[3] индивидуального проекта, известный как «титаник», «корабль», «дом атомщика», «лежачий небоскрёб»; построен в 1981 году по проекту архитекторов В. Д. Бабада, В. Л. Воскресенского, Л. В. Смирновой, В. Ш. Барамидзе[4]. Здесь в 1986—1993 годах жил физик В. А. Цукерман[5].
- № 44 — Дом Даниловского отделения общества трезвости с храмом Луки Евангелиста. Построен по проекту архитектора Владимира Дмитриевича Глазова в 1915 году[6]. В здании находился клуб «Коммуна» Хлопчатобумажной фабрики имени М. В. Фрунзе.
- № 52 — Фабрика-кухня МСПО № 2 (1929—1930, архитектор С. Курабцев)[7]

По нечётной стороне:
- № 15 — Управление Федеральной службы государственной регистрации, кадастра и картографии по городу Москве и Управление Федеральной налоговой службы по городу Москве;[8]
- № 17 — Арбитражный суд города Москвы[9].

## Транспорт

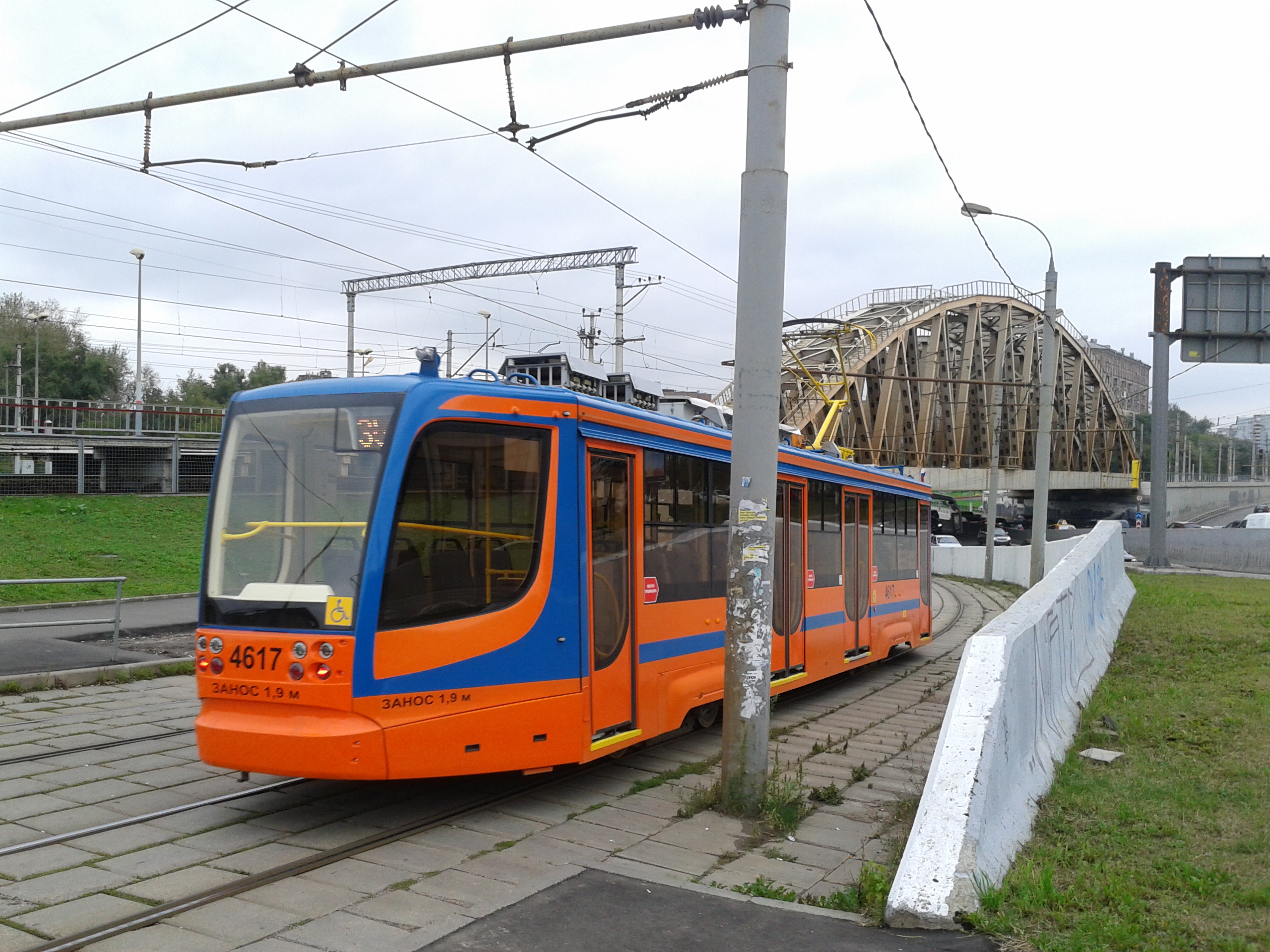
Трамвай в самом конце Большой Тульской улицы

### Автобус
- 121: от площади Серпуховской Заставы до Духовского переулка
- м90: от площади Серпуховской Заставы до Духовского переулка
- с932: от площади Серпуховской Заставы до Духовского переулка
- н16: от площади Серпуховской Заставы до Духовского переулка
- м9: от площади Серпуховской Заставы до Варшавского шоссе и от Третьего транспортного кольца до площади Серпуховской Заставы
- с799: от площади Серпуховской Заставы до Варшавского шоссе и от Третьего транспортного кольца до площади Серпуховской Заставы
- 965: от площади Серпуховской Заставы до Варшавского шоссе и обратно
- е85: от площади Серпуховской Заставы до Варшавского шоссе и обратно
- м86: от площади Серпуховской Заставы до Варшавского шоссе и обратно
- м95: от площади Серпуховской Заставы до Варшавского шоссе и обратно
- с910: от площади Серпуховской Заставы до Варшавского шоссе и обратно
- н8: от площади Серпуховской Заставы до Варшавского шоссе и обратно
- 944: от Третьего транспортного кольца до Варшавского шоссе и обратно

### Метро
- Станция метро «Тульская» Серпуховско-Тимирязевской линии — у северного конца улицы, между улицей Даниловский Вал, Холодильным и 1-м Тульским переулками